# Tesárske Mlyňany
Tesárske Mlyňany es un municipio del distrito de Zlaté Moravce en la región de Nitra, Eslovaquia, con una población estimada a final del año 2024 de 1798 habitantes.
Se encuentra ubicado al noreste de la región, a unos 120 km al este de Bratislava, cerca de la frontera con las regiones de Banská Bystrica y Trenčín.

## Demografía
| Año        | 1994 | 2004    | 2014    | 2024    |
| ---------- | ---- | ------- | ------- | ------- |
| Población  | 1689 | 1652    | 1787    | 1798    |
| Diferencia |      | −2,19 % | +8,17 % | +0,61 % |

| Año        | 2023 | 2024    |
| ---------- | ---- | ------- |
| Población  | 1796 | 1798    |
| Diferencia |      | +0,11 % |